# Arthur Wellesley (2e duc de Wellington)
Pour les articles homonymes, voir Arthur Wellesley.
Arthur Richard Wellesley, 2e duc de Wellington, (3 février 1807 - 13 août 1884), appelé Lord Douro entre 1812 et 1814 et marquis de Douro entre 1814 et 1852, est un soldat et homme politique britannique. Fils aîné d'Arthur Wellesley, 1er duc de Wellington, vainqueur de Waterloo et premier ministre, il succède à son père au duché en 1852 et occupe des fonctions politiques mineures en tant que maître du cheval de 1853 à 1858. En 1858, il est fait chevalier de la jarretière.

## Jeunesse et éducation
Wellesley est né à Harley Street, Marylebone, Londres, le fils aîné d'Arthur Wellesley, 1er duc de Wellington, et l'honorable Catherine Sarah Dorothea "Kitty" Pakenham, fille d'Edward Pakenham (2e baron Longford). Lord Charles Wellesley (1808-1858) est son frère cadet et Lord Wellesley, Lord Mornington et Lord Cowley ses oncles. Il fait ses études à l'école Temple Grove, au Collège d'Eton, à Christ Church, à Oxford et à Trinity College, à Cambridge. Il est connu sous le titre de courtoisie Lord Douro lorsque son père est créé comte de Wellington en 1812 et comme marquis de Douro en 1814 après que son père ait été élevé au rang de duc .

## Carrière militaire
Lord Douro est devenu enseigne dans le 81e régiment de fantassins en 1823 et dans le 71e régiment de fantassins (Highland) en 1825, cornet dans les Royal Horse Guards en 1825, lieutenant dans le Royal Horse Guards en 1827, capitaine des Royal Horse Guards en 1828  et du Corps royal des fusiliers du Roi la même année, major du King's Royal Rifle Corps en 1830  et de la Brigade des fusiliers britannique en 1831, lieutenant-colonel sur la liste des personnes détachées en 1834, colonel breveté en 1846, lieutenant-colonel du Victoria (Middlesex) Rifle Volunteer Corps en 1853 et major-général en 1854. 

## Carrière politique
Lord Douro est élu au Parlement pour Aldeburgh en 1829, un siège qu'il occupe jusqu'en 1832 . Il est hors du Parlement jusqu'en 1837, quand il est élu pour Norwich. En 1852, il succède à son père au duché et entre à la Chambre des lords. Au début de 1853, il est admis au Conseil privé et nommé maître du cheval dans le gouvernement de coalition de Lord Aberdeen, un poste qu'il conserve lorsque Lord Palmerston est devenu premier ministre en 1855. Il démissionne avec le reste du gouvernement de Palmerston en 1858. La dernière année, il est fait chevalier de la jarretière. 
En 1863, Wellington hérite du comté de Mornington à la mort de son cousin William Pole-Tylney-Long-Wellesley (5e comte de Mornington). De 1868 à 1884, il est Lord Lieutenant du Middlesex . 

## Héritage familial et personnel
Il épouse Lady Elizabeth Hay, fille du maréchal George Hay (8e marquis de Tweeddale), en 1839. Ils n'ont pas d'enfants . Le mariage n'était pas heureux, même si Lady Elizabeth était appréciée de son beau-père . La relation entre le père et le fils est souvent décrite comme le cas classique du fils d'un père célèbre qui ne peut pas égaler une telle renommée . Wellington est décédé à la gare de Brighton, Brighton, Sussex, en août 1884, à l'âge de 77 ans, et est enterré au siège de la famille Stratfield Saye House, Hampshire. Son neveu, Henry Wellesley (3e duc de Wellington) lui succède. La duchesse est décédée à Bearhill (Burhill) Park (House), Hersham, Surrey, en août 1904, à l'âge de 83 ans, et est enterrée à Stratfield Saye .  

## Dans la littérature
Les enfants de Bronte ont représenté le premier duc de Wellington et ses deux fils dans leurs jeux imaginaires sur la colonisation de l'Afrique. Ils ont écrit de nombreuses histoires sur Arthur, Charlotte assumant le personnage de Charles comme "l'auteur" de ces histoires. Alors que Charlotte et Branwell entraient dans leur adolescence et utilisaient les écrits de Lord Byron comme inspiration, ils se sont concentrés sur Arthur en tant que figure romantique et héroïque. Il était connu d'eux comme le duc de Zamorna, et plus tard comme l'empereur Adrien d'Angria. Des éléments de son personnage ont formé la base d'Edward Rochester dans Jane Eyre ,,,. 
Thomas Raikes ("le Jeune"), un banquier marchand britannique, dandy et diariste, est un ami d'enfance proche, compagnon de voyage et de jeu d'Arthur Wellesley, 2e duc de Wellington. Ses journaux Two volumes of Private Correspondence with the 2nd Duke of Wellington and other Distinguished Contemporaries ont été publiés en 1861. 